# Rhyacophila alticola
Rhyacophila alticola är en nattsländeart som beskrevs av Douglas E. Kimmins 1953. Rhyacophila alticola ingår i släktet Rhyacophila och familjen rovnattsländor. Inga underarter finns listade i Catalogue of Life.